# Victor Lecomte
Victor Lecomte (Paris, 4 novembre 1856 - Paris, 26 février 1920) est un peintre qui expose régulièrement au Salon des Artistes français de 1877 à 1914.

## Biographie
Fils d'un doreur sur bois, il habite Paris et suit quelques cours à l'Ecole des Beaux-Arts de Paris dans l'atelier de Pignot et d'Achille Gilbert. Il fréquente beaucoup le Louvre.
Il expose régulièrement au Salon des artistes français et est récompensé par quelques médailles (Mention honorable en 1892, médaille de 3e classe en 1897) et acquisitions de l'Etat. Il participe également au Salon de la Société nationale des beaux-arts et au salon des amis des arts de Saint-Maur dont il est l'un des membres fondateurs.
Il s’installe au château de l’Étape à Chennevières de 1882 à 1883, puis en 1885, il habite au 37, rue Saint Hyacinthe.
C'est en 1888 qu'il s'installe sur les bords de Marne au 91, quai de La Varenne à La Varenne où il réside jusqu'en 1914. 
Il est médaille de bronze à l’Exposition universelle de 1900 et médaille de 2e classe en 1905.
Pendant la guerre, il séjourne à Barbizon, puis s’installe à nouveau à Paris, Boulevard Saint-Germain jusqu’à sa mort le 26 février 1920.

## Œuvre
Très tôt, faute de moyen pour payer un modèle, il s'exerce à faire son portrait.
Il peint sur le motif les bords de Marne mais aussi la forêt de Fontainebleau et les alentours de Barbizon.
Ses scènes de genre sont présentées dans un clair-obscur très contrasté.
- Nature morte aux asters dans une bouilloire en cuivre, 1875, Huile sur toile, 73 × 59 cm, Collection privée, vente 2021[4]
- Effet de lampe, après dîner, Huile sur toile, 90 × 100 cm, Musée de Cahors Henri-Martin[5]
- La lecture, huile sur carton, 33 × 24 cm, Collection privée, Vente Galerie Antikeos, Aix en Provence[6]
- La Chambre à coucher : effet de lumière, 1856-1920, huile sur carton, 49 × 61 cm[7]
- Portrait de lui-même, 1878, huile sur toile, 59 × 43 cm, Musée municipal de Saint-Maur[8]
- Lecture à la convalescente, 1890, huile sur toile, 67 × 83 cm, Musée municipal de Saint-Maur[9]
- Etude du peintre et de sa femme par lui-même, huile sur toile, 65 × 81 cm, Musée municipal de Saint-Maur[10]
- Cotes de Champigny vues de La Varenne, huile sur bois, 14 × 22 cm, Collection privée, vente 2012[11]
- Paysage avec figures, huile sur carton, 24 × 19 cm, Collection privée, vente 2017[12]
- Paysage hivernal, 50 × 40 cm, Collection privée, vente 2023[13]
- Jeune femme à la laine, huile sur toile, 73 × 60 cm, Collection privée, vente 2009[14]
- L'Arrivée du permissionnaire, 1917, huile sur toile, 46 × 55 cm, Musée municipal de Saint-Maur[15]